# Reusch Glacier (glaciär i Sydgeorgien och Sydsandwichöarna)
Reusch Glacier är en glaciär i Sydgeorgien och Sydsandwichöarna (Storbritannien). Den ligger i den nordvästra delen av Sydgeorgien och Sydsandwichöarna. Reusch Glacier ligger 320 meter över havet.
Polarklimat råder i trakten. Årsmedeltemperaturen i trakten är −8 °C. Den varmaste månaden är februari, då medeltemperaturen är −2 °C, och den kallaste är maj, med −12 °C.